# Selección femenina de fútbol sub-20 de Italia
La selección femenina de fútbol sub-20 de Italia es el equipo representativo de dicho país en las competiciones oficiales. Su organización está a cargo de la Federación Italiana de Fútbol, miembro de la UEFA y la FIFA.

## Estadísticas

### Copa Mundial Femenina Sub-20
| Año                     | Fase           | Posición     | PJ           | PG           | PE           | PP           | GF           | GC           |             |
| ----------------------- | -------------- | ------------ | ------------ | ------------ | ------------ | ------------ | ------------ | ------------ | ----------- |
| Canadá 2002             | No clasificó   | No clasificó | No clasificó | No clasificó | No clasificó | No clasificó | No clasificó | No clasificó |             |
| Tailandia 2004          | Fase de grupos | 11.º         | 3            | 0            | 1            | 2            | 3            | 5            |             |
| Rusia 2006              | No clasificó   | No clasificó | No clasificó | No clasificó | No clasificó | No clasificó | No clasificó | No clasificó |             |
| Chile 2008              | No clasificó   | No clasificó | No clasificó | No clasificó | No clasificó | No clasificó | No clasificó | No clasificó |             |
| Alemania 2010           | No clasificó   | No clasificó | No clasificó | No clasificó | No clasificó | No clasificó | No clasificó | No clasificó |             |
| Japón 2012              | Fase de grupos | 13.º         | 3            | 0            | 1            | 2            | 1            | 7            |             |
| Canadá 2014             | No clasificó   | No clasificó | No clasificó | No clasificó | No clasificó | No clasificó | No clasificó | No clasificó |             |
| Papúa Nueva Guinea 2016 | No clasificó   | No clasificó | No clasificó | No clasificó | No clasificó | No clasificó | No clasificó | No clasificó |             |
| Francia 2018            | No clasificó   | No clasificó | No clasificó | No clasificó | No clasificó | No clasificó | No clasificó | No clasificó |             |
| Costa Rica 2022         | No clasificó   | No clasificó | No clasificó | No clasificó | No clasificó | No clasificó | No clasificó | No clasificó |             |
| Colombia 2024           | No clasificó   | No clasificó | No clasificó | No clasificó | No clasificó | No clasificó | No clasificó | No clasificó |             |
| Polonia 2026            | Clasificada    | Clasificada  | Clasificada  | Clasificada  | Clasificada  | Clasificada  | Clasificada  | Clasificada  | Clasificada |
| Total                   | 2/11           | 27.º         | 6            | 0            | 2            | 4            | 4            | 12           |             |

### Campeonato Europeo Femenino Sub-19 de la UEFA
| Año                                           | Fase               | Posición        | PJ              | PG              | PE              | PP              | GF              | GC              |
| --------------------------------------------- | ------------------ | --------------- | --------------- | --------------- | --------------- | --------------- | --------------- | --------------- |
| Campeonato Europeo Femenino Sub-18 de la UEFA |                    |                 |                 |                 |                 |                 |                 |                 |
| 1998                                          | Cuartos de final   | -               | 2               | 0               | 0               | 2               | 0               | 5               |
| 1999                                          | Cuadrangular final | 3.º             | 3               | 1               | 1               | 1               | 3               | 3               |
| 2000                                          | No se clasificó    | No se clasificó | No se clasificó | No se clasificó | No se clasificó | No se clasificó | No se clasificó | No se clasificó |
| 2001                                          | No se clasificó    | No se clasificó | No se clasificó | No se clasificó | No se clasificó | No se clasificó | No se clasificó | No se clasificó |
| Campeonato Europeo Femenino Sub-19 de la UEFA |                    |                 |                 |                 |                 |                 |                 |                 |
| 2002                                          | No se clasificó    | No se clasificó | No se clasificó | No se clasificó | No se clasificó | No se clasificó | No se clasificó | No se clasificó |
| 2003                                          | Fase de grupos     | 5.º             | 3               | 1               | 1               | 1               | 6               | 6               |
| 2004                                          | Semifinal          | -               | 4               | 1               | 1               | 2               | 7               | 5               |
| 2005                                          | No se clasificó    | No se clasificó | No se clasificó | No se clasificó | No se clasificó | No se clasificó | No se clasificó | No se clasificó |
| 2006                                          | No se clasificó    | No se clasificó | No se clasificó | No se clasificó | No se clasificó | No se clasificó | No se clasificó | No se clasificó |
| 2007                                          | No se clasificó    | No se clasificó | No se clasificó | No se clasificó | No se clasificó | No se clasificó | No se clasificó | No se clasificó |
| 2008                                          | Final              | 1.º             | 5               | 4               | 0               | 1               | 9               | 4               |
| 2009                                          | No se clasificó    | No se clasificó | No se clasificó | No se clasificó | No se clasificó | No se clasificó | No se clasificó | No se clasificó |
| 2010                                          | Fase de grupos     | 6.º             | 3               | 0               | 1               | 2               | 5               | 9               |
| 2011                                          | Semifinal          | -               | 4               | 3               | 0               | 1               | 8               | 5               |
| 2012                                          | No se clasificó    | No se clasificó | No se clasificó | No se clasificó | No se clasificó | No se clasificó | No se clasificó | No se clasificó |
| 2013                                          | No se clasificó    | No se clasificó | No se clasificó | No se clasificó | No se clasificó | No se clasificó | No se clasificó | No se clasificó |
| 2014                                          | No se clasificó    | No se clasificó | No se clasificó | No se clasificó | No se clasificó | No se clasificó | No se clasificó | No se clasificó |
| 2015                                          | No se clasificó    | No se clasificó | No se clasificó | No se clasificó | No se clasificó | No se clasificó | No se clasificó | No se clasificó |
| 2016                                          | No se clasificó    | No se clasificó | No se clasificó | No se clasificó | No se clasificó | No se clasificó | No se clasificó | No se clasificó |
| 2017                                          | Fase de grupos     | 7.º             | 3               | 0               | 1               | 2               | 5               | 11              |
| 2018                                          | Fase de grupos     | 8.º             | 3               | 0               | 0               | 3               | 1               | 6               |
| 2019                                          | No se clasificó    | No se clasificó | No se clasificó | No se clasificó | No se clasificó | No se clasificó | No se clasificó | No se clasificó |
| 2022                                          | Fase de grupos     | 5.º             | 3               | 1               | 1               | 1               | 7               | 5               |
| 2023                                          | No se clasificó    | No se clasificó | No se clasificó | No se clasificó | No se clasificó | No se clasificó | No se clasificó | No se clasificó |
| 2024                                          | No se clasificó    | No se clasificó | No se clasificó | No se clasificó | No se clasificó | No se clasificó | No se clasificó | No se clasificó |
| 2025                                          | Semifinal          | -               | 4               | 1               | 1               | 2               | 3               | 5               |
| 2026                                          | Por definir        | Por definir     | Por definir     | Por definir     | Por definir     | Por definir     | Por definir     | Por definir     |